# John Ericsson National Memorial
Le John Ericsson National Memorial , situé près du National Mall à l'angle des rues Ohio Drive et Independence Avenue SW, à Washington, est dédié à l'homme qui a révolutionné l'histoire navale avec son invention de l'hélice. L'ingénieur suédois John Ericsson a également été le concepteur de l'USS Monitor, le navire qui a assuré la suprématie navale de l'Union pendant la guerre civile américaine.
Le mémorial national a été autorisé par le Congrès le 31 août 1916, et dédié le 29 mai 1926 par le président Calvin Coolidge et le prince héritier Gustaf Adolf de Suède. Le Congrès a accordé 35 000 $ pour la création du mémorial, et les Américains principalement d'origine scandinave fournirent un montant supplémentaire de 25 000 $.Construit sur un site près du Lincoln Memorial entre septembre 1926 et avril 1927, le mémorial en granit Milford de couleur rose est de 20 pieds (6,1 m) de haut avec une base de 150 pieds (46 m) de diamètre.
Sculpté par James Earle Fraser, il se compose d'une figure assise d'Ericsson 6 pieds 5 pouces (1,96 m) de haut, et trois personnages debout représentant l'aventure, le travail, et la vision. Le mémorial national est géré par le National Mall and Memorial Parks.